# Luiz Rodolpho Raja Gabaglia Travassos
Luiz Rodolpho Raja Gabaglia Travassos (Rio de Janeiro, 29 de setembro de 1938 – São Paulo, 30 de julho de 2020) foi um microbiólogo, pesquisador e professor universitário brasileiro.
Comendador e grande oficial da Ordem Nacional do Mérito Científico, membro da Academia Brasileira de Ciências (1964), era professor titular aposentado da Universidade Federal de São Paulo.

## Biografia
Luiz nasceu na cidade do Rio de Janeiro, em 1938. Era filho do renomado bacteriologista e virologista Joaquim Travassos da Rosa, que foi diretor do Instituto Oswaldo Cruz entre 1961 e 1964. Em 1962, Luiz ingressou no curso de Medicina na Universidade Federal do Rio de Janeiro, onde defendeu seu doutorado em microbiologia em 1967, com a tese Efeito antimetabólico de colina e etionina em Candida slooffii, com orientação de Amadeu Cury.
Interessado por ciência desde jovem por influência do pai, ainda em seu primeiro ano de faculdade ele ingressou no laboratório de pesquisa comandado por Carlos Solé Vernin. Neste laboratório ele isolou e caracterizou pela primeira vez no Brasil, bactérias patogênicas, de metabolismo oxidativo, produtoras de ácido glucônico, hoje classificadas como Acinetobacter e, na época, como membros da Tribu mimeae.
Entre 1972 e 1974, fez estágio de pós-doutorado na Universidade Columbia com bolsa da Fundação Guggenheim, tendo sido também professor visitante, e 1978 e 1980 realizou o mesmo estágio no Memorial Sloan Kettering Cancer Center, uma instituição de pesquisa e tratamento do câncer na cidade de Nova York, como pesquisador-associado.
Foi professor no Instituto de Microbiologia da Universidade Federal do Rio de Janeiro. Transferiu-se posteriormente para a Escola Paulista de Medicina, onde ingressou como professor titular na Universidade Federal de São Paulo. Aposentado da Unifesp desde 1995, permaneceu como professor associado, ministrando disciplinas de pós-graduação e orientando alunos.
Suas pesquisas focavam em áreas da microbiologia, micologia, parasitologia, imunologia e, mais recentemente, oncologia. Publicou mais de 260 artigos científicos e possui mais de 10 mil citações em artigos, teses e dissertações. Era membro honorário da Academia Nacional de Medicina.

## Morte
Luiz Rodolpho morreu na madrugada de 20 de julho de 2020, em São Paulo, aos 81 anos, devido a um infarto. Deixou esposa, dois filhos e três netos. Era apaixonado por música clássica, tendo composto algumas peças para piano.